# Lotilanjärvi
Lotilanjärvi är en sjö i Finland. Den ligger i Valkeakoski i landskapet Birkaland, i den södra delen av landet, 130 km norr om huvudstaden Helsingfors. Lotilanjärvi ligger 84 meter över havet.